# Penstemon tracyi
Espèce
Penstemon tracyi  est une espèce de plantes de la famille des Plantaginacées, originaire d'Amérique du Nord. Elle est connue sous le nom de  Tracy’s Beardtongue en anglais.

## Description
Cette espèce est pérenne, native de Californie et peut atteindre 12cm de haut. Les fleurs sont généralement de couleur rose.